# Arash Sadeghi
Arash Sadeghi est un militant des droits de l'homme iranien et prisonnier politique né le 29 septembre 1986. Il est notamment connu pour sa longue grève de la faim, de 71 jours, comme  acte de protestation contre l'arrestation de sa femme Golrokh Ebrahimi Iraee. Arash était étudiant à l'Université Allameh Tabatabaei à Téhéran d'où il est exclu par les autorités en raison de ses activités politiques. Il est libéré le 1er mai 2021. 

## Militantisme
Arash Sadeghi est arrêté une première fois le 9 juillet 2009 après l'annonce des résultats de l'élection présidentielle de 2009. Il est libéré après 90 jours puis arrêté de nouveau en décembre de la même année.
Il est placé en isolement à la prison d'Evine, excepté une brève remise en liberté pour les funérailles de sa mère. Selon sa famille, il se plaint d'avoir été frappé et privé de ses droits en détention. Il a fait une grève de la faim en soutien à un autre détenu, Hossein Ronaghi-Maleki.
En 2013, il est condamné à 19 ans de prison sous l'accusation de propagande contre le gouvernement, diffamation du guide suprême et action contre la sécurité nationale.
Le 24 octobre 2016, il entre en grève de la faim  pour protester contre la détention de son épouse Golrokh Ebrahimi Iraee, accusée pour un écrit dans son journal personnel. Celle-ci est condamnée à 5 ans de prison pour un texte non publié sur la pratique de la lapidation dans l'islam. Arash Sadeghi arrête, après 71 jours, sa grève de la faim, après que son épouse est libérée provisoirement.
En janvier 2017, des opposants manifestent devant la prison d'Evine en soutien à Arash Sadeghi pour demander sa libération.
Arash Sadeghi est déclaré prisonnier d'opinion par Amnesty International, qui organise des actions pour le soutenir, réclamer qu'il ait accès à un traitement, dont il est délibérément privé, pour soigner son cancer, et demander sa libération,.

## Mort de sa mère
En 2010, quand les fonctionnaires de sécurité entrent chez lui pour l'arrêter, sa mère subit une crise cardiaque et est hospitalisée. Elle décède quatre jours plus tard. Plusieurs campagnes de sensibilisation à propos des circonstances de son décès ont été organisées.

## Campagne Twitter
Au 68e jour de sa grève, les utilisateurs iraniens de Twitter réussirent à promouvoir #SaveArash au trend le plus élevé du monde en diffusant son état critique.

## Libération et nouvelle arrestation
Le 11 mai 2020, le Parlement iranien ratifie un accord de réduction des peines, qui permet la libération d'Arash Sadeghi, après 5 ans et demi d'emprisonnement. La décision est saluée par le Haut Commissaire des Droits des Nations unies.
Il est finalement libéré le 1er mai 2021.
Il a de nouveau été arrêté le 18 octobre, au cours du mouvement de protestation de 2022. Il est détenu à la prison d'Evin,. Atteint d'un cancer des os, il ne reçoit pas les soins que son état de santé exige. Il est libéré sous caution le 21 janvier 2023. Mais, quelques jours plus tard, il apprend qu'il a été jugé par contumace et condamné à cinq ans et huit mois de prison.

## Articles Connexes
- Golrokh Ebrahimi Iraee
- prison d'Evine